# Ephemeriden Alexanders des Großen
Als Ephemeriden Alexanders des Großen wird in der historischen Forschung ein antikes Werk bezeichnet, bei dem es sich um das Hoftagebuch des Makedonenkönigs Alexander gehandelt haben soll.
In mehreren antiken Quellen werden diese Ephemeriden erwähnt, so unter anderem von Arrian und Plutarch. Ptolemaios soll sie für sein verlorenes Geschichtswerk herangezogen haben, doch sind nur Fragmente überliefert (siehe Die Fragmente der griechischen Historiker Nr. 117). Das königliche Hoftagebuch habe demnach ausführliche Berichte über die jeweiligen Tagesaktivitäten Alexanders geboten und sei von Eumenes von Kardia sowie einem gewissen Diodotos von Erythra geführt worden. Strattis von Olynth, der jedoch nur in dem byzantinischen Lexikon Suda erwähnt wird, habe dazu auch ein (verlorenes) Werk, vielleicht einen Kommentar, in fünf Büchern verfasst. 
Einige Forscher haben die Existenz der Ephemeriden, die lange Zeit als sicher galt, allerdings bestritten – zumindest in der Form, in der sich antike Autoren darauf bezogen. Demnach kann zwar keineswegs ausgeschlossen werden, dass ein Hoftagebuch, in welcher konkreten Form auch immer, existiert hat; es sei aber fraglich, ob die jeweiligen antiken Autoren dieses auch benutzt haben. Lionel Pearson etwa nahm an, es habe sich bei dem von antiken Autoren zitierten Text um eine spätere literarische Produktion gehandelt. Pearsons Überlegungen waren recht einflussreich hinsichtlich der späteren Forschung. Alan Samuel wiederum vermutete aufgrund der erhaltenen Fragmente, dass die sogenannten Ephemeriden nur über die letzten Tage Alexanders berichteten und auf babylonischen Quellen basierten, es sich aber um kein regelrechtes Hoftagebuch gehandelt hat, das die gesamte Regierungszeit Alexanders umfasst hat.
Vermittelnd ist hingegen die Position Bosworths. Dieser nimmt an, dass es sich um keine Fälschung handelt; allerdings habe Eumenes das Werk erst kurz nach Alexanders Tod publiziert, um etwa Gerüchten über eine angebliche Ermordung Alexanders entgegenzuwirken.
Dass ein offizielles Hoftagebuch nicht nur existiert habe, sondern es auch von antiken Autoren herangezogen wurde, hat vor allem Hammond wiederholt betont, der zudem eine frühere makedonische Kanzleitradition annimmt. Auch Klaus Meister geht von der Existenz dieser Berichte aus. Fraglich ist aber selbst für die Befürworter, ob es sich bei den Berichten um knappe oder ausführlichere Schilderungen gehandelt hat. Edward Anson neigt in seinem Beitrag zu den Ephemeriden eher der Position zu, dass sie existiert haben, späteren Autoren jedoch nur ein Auszug zur Verfügung stand.
Noch in neuerer Zeit ist das Thema umstritten: Während beispielsweise Hans-Ulrich Wiemer in seiner Einführung zu Alexander die These als diskreditiert ansieht, hält Alexander Demandt in seiner Darstellung daran fest. Hans-Joachim Gehrke hat sich in seinem Forschungsüberblick zur Geschichte des Hellenismus denn auch einer Wertung enthalten.